# Schnurrbart-Faulvogel
Der Schnurrbart-Faulvogel (Malacoptila mystacalis) ist eine Vogelart aus der Familie der Faulvögel (Bucconidae). Diese Art hat ein großes Verbreitungsgebiet, das die südamerikanischen Länder Venezuela und Kolumbien umfasst. Der Bestand wird von der IUCN als nicht gefährdet (Least Concern) eingeschätzt.

## Merkmale
Der Schnurrbart-Faulvogel erreicht eine Körperlänge von etwa 22 Zentimetern bei einem Gewicht von ca. 50 Gramm. Der Schnabel ist blaugrau. Der Schnabelfirst und die Schnabelspitze sind dunkel. Die Augen sind rot-orange. Die braune Oberseite weist hellen gelbbraunen Sprenkeln am Rücken und an den Flügeln auf. Die verlängert Stirnfeder, die normalerweise angelegt ist, aber gelegentlich auch aufgerichtet wird, der Bereich zwischen Schnabel und Augen, die Wangen und die Bartbüschel sind weiß. Der Rest des Kopfes ist zimtbraun. Die Kehle sowie das erweiterte Brustband sind orangebraun. Der Rest der Unterseite besteht aus einem trüben Weiß mit braunen Streifen.

## Verbreitung und Lebensraum
Die Art lebt in klammen, feuchten und nassen Gebirgsausläufern und Gebirgswäldern in Höhen zwischen 400 und 2000 Metern. Man kann ihn im dichten wilden Nebelwald als auch an deren Waldrändern entdecken. In Venezuela kommt er in der Sierra de Perijá im Bundesstaat Zulia, vereinzelt in den Anden Táchiras, im Westen Méridas, vom Nordwesten Barinas bis in den Südosten Laras vor. Außerdem findet man ihn in den Berges Yaracuys sowie den Kordilleren von Carabobo bis in die Dependencias Federales und den Südosten Mirandas. In Kolumbien kommt er an den pazifischen Hängen am San Juan Fluss nahe dem 3950 Meter hohen Cerro Tatamá bis ins Departamento de Nariño vor. Weitere Verbreitungsgebiete sind die Osthänge der Westanden Antioquias, beide Hangseiten der Zentralanden Quindíos, die Ostanden Cundinamarcas, die Serranía de la Macarena, die Sierra Nevada de Santa Marta und der kolumbianische Teil der Sierra de Perijá.

## Verhalten
Der Vogel sitzt meist längere Zeit ruhig in Paaren auf Ästen, die sich zwischen 1 und 7 Metern über dem Boden befinden. Dabei halten sie immer eine gewisse räumliche Distanz zueinander. Sie wirken sehr lethargisch, fast schon handzahm. Dabei beobachten sie ihre Umgebung sorgfältig. Nach längeren Ruhephasen brechen sie gelegentlich auf, um Futter und Flüssigkeit aufzunehmen. Das Futter besteht in Relation zu ihrem Körper aus relativ großen Insekten und kleinen Wirbeltieren. Nach der Nahrungsaufnahme kehren sie oft auf ihren angestammten Platz zurück. Gelegentlich attackiert er Ameisenschwärme oder gesellt sich zu anderen Vogelschwärmen. Sein Nest baut er in Höhlen, die sich an Böschungen oder Hängen befinden. Vor den Eingang bauen sie zum Schutz kleine Kränze aus Stöckchen.

## Unterarten
Rodolphe Meyer de Schauensee hat 1949 in Caldasia Vol. 5 No. 23 eine Unterart namens Malacoptila mystacalis pacifica beschrieben. Diese Unterart gilt im Allgemeinen als ungültiges Taxon. Somit gilt die Art als monotypisch.